# Onychopterocheilus rufipes
Onychopterocheilus rufipes är en stekelart som först beskrevs av Gusenleitner 1971.  Onychopterocheilus rufipes ingår i släktet Onychopterocheilus och familjen Eumenidae. Inga underarter finns listade i Catalogue of Life.